# Caroline Gennez
Caroline Paulette H.J. Gennez (Sint-Truiden, 21 augustus 1975) is een Belgisch politica voor Vooruit, voorheen de sp.a, waarvan ze van 2007 tot 2011 partijvoorzitter was.

## Biografie
Caroline Gennez was in haar jeugd fervent tennisster. Ze begon op haar zesde met tennis in de club van haar ouders, waarna ze werd toegelaten op de Vlaamse Tennisschool. Een hernia maakte op veertienjarige leeftijd een einde aan een mogelijke tenniscarrière.
In haar middelbareschooltijd studeerde ze Latijn-Grieks. Gennez behaalde nadien in 1998 een licentiaatsdiploma in de politieke en sociale wetenschappen aan de Katholieke Universiteit Leuven.
Ze deed vrijwilligerswerk in tehuizen voor vluchtelingen en mishandelde vrouwen, wat haar naar eigen zeggen de stap naar de politiek deed zetten.

### Politiek
Van 1998 tot 2003 was ze voorzitster van de Jongsocialisten, vanaf 2001 Animo geheten. Ook was ze in 1999 korte tijd kabinetsattaché van viceminister-president Steve Stevaert en van 1999 tot 2001 kabinetsattaché en daarna van 2001 tot 2003 adviseur voor het opvangbeleid van asielzoekers op het kabinet van vice-eersteminister Johan Vande Lanotte. Tevens was ze van 2001 tot 2003 gemeenteraadslid van Sint-Truiden, waar ze van januari tot augustus 2003 schepen van Gelijke Kansen en Burgerlijke Stand was.
In het begin van haar politieke carrière was Gennez een protegee van Steve Stevaert, op wiens verzoek ze zich in 2003 in Mechelen vestigde. Onder Stevaert werd ze in 2003 ondervoorzitster van de sp.a, wat ze zou blijven tot 2007. In 2005 volgde ze hem ad interim op als partijvoorzitter van de sp.a, toen hij gouverneur van Limburg werd.
Inmiddels begon Gennez ook aan een parlementaire loopbaan. Van 2003 tot 2004 zetelde ze als gecoöpteerd senator in de Senaat. Begin juli 2004 kwam ze na de derde rechtstreekse Vlaamse verkiezingen van 13 juni 2004 voor de kieskring Antwerpen in het Vlaams Parlement terecht als opvolger van Maya Detiège, die aan haar mandaat verzaakte. Ze bleef Vlaams volksvertegenwoordiger tot eind 2007. Van midden juli 2004 tot begin november 2007 zat ze er de sp.a-spirit-fractie voor.
In 2007 volgde ze Johan Vande Lanotte, die na een verkiezingsnederlaag ontslag nam, op als partijvoorzitster van de sp.a. De partij zakte onder haar leiding echter nog dieper weg en Gennez kreeg geregeld kritiek op haar werk van binnen de partij zelf. Eind 2011 liep haar mandaat af. Ze was geen kandidaat voor een tweede termijn. Bij de voorzittersverkiezingen in september 2011 werd ze opgevolgd door enig kandidaat Bruno Tobback. Ze drukte de hoop uit op het verwerven van een "toffe ministerpost", maar werd door Tobback niet gekozen als minister in de regering-Di Rupo.
Ondertussen was ze na de volgende Vlaamse verkiezingen van 7 juni 2009 teruggekeerd naar het Vlaams Parlement. Ze bleef Vlaams volksvertegenwoordiger tot begin juli 2010, waarna ze de overstap maakte naar de Kamer van volksvertegenwoordigers. Daar zetelde ze tot in mei 2014.
In 2006 werd Gennez verkozen als gemeenteraadslid van Mechelen. Van 2007 tot 2012 was ze eerste schepen van de stad, bevoegd voor Werkgelegenheid, Sociale Economie, Jeugd, Onderwijs en Middenstand. Bij de gemeenteraadsverkiezingen in 2012 trok Gennez de sp.a-lijst te Mechelen. Gennez werd verkozen, maar de sp.a werd naar de oppositie verwezen. Ook na de gemeenteraadsverkiezingen van 2018 bleef sp.a in de Mechelse oppositie. In september 2019 nam ze ontslag als gemeenteraadslid van Mechelen en verliet ze de lokale politiek.
In 2013 schreef ze op vraag van de Partij van de Europese Sociaaldemocraten een sociaal manifest.
In januari 2014 bracht ze een boek uit, De Verschilligen',' waarin ze een toekomstvisie neerschreef over onderwijs, economie en politiek. Centraal in haar betoog stond het 'stakeholdersmodel' van de burger, waarbij ze pleitte om de burger opnieuw deelgenoot te maken van de politieke besluitvorming. Tevens bevatte het boek een pleidooi om de virtuele economie terug te brengen op mensenmaat. Later dat jaar volgde ook een magazine met dezelfde naam.
Na de verkiezingen van 25 mei 2014 keerde Gennez opnieuw terug naar het Vlaams Parlement, waar ze zich ging toeleggen op de domeinen economie, werk en onderwijs. Ze werd als lijsttrekker verkozen in de provincie Antwerpen. Van eind september 2014 tot eind mei 2019 maakte ze als vierde ondervoorzitter deel uit van het Bureau (dagelijks bestuur) van het Vlaams Parlement. Bij de Vlaamse verkiezingen van 26 mei 2019 werd ze herkozen. Vanaf midden juni 2019 maakte ze als secretaris opnieuw deel uit van het Bureau (dagelijks bestuur) van het Vlaams Parlement. Ze bleef Vlaams Parlementslid en secretaris van het Vlaams Parlement tot in december 2022, naar aanleiding van haar benoeming tot federaal minister.
Op 17 december 2022 volgde Gennez Meryame Kitir op als minister van Ontwikkelingssamenwerking en Grootstedelijk Beleid in de Regering-De Croo. Kitir had twee maanden eerder haar functies tijdelijk neergelegd vanwege mentale problemen en strubbelingen op haar kabinet, maar trad uiteindelijk definitief terug. Gennez bleef deze functie uitoefenen tot in september 2024. Begin 2024 veroorzaakte ze opschudding door te stellen dat de Duitse regering zich voor de kar van Israël liet spannen in de omstreden oorlog tussen het land en de Palestijnse terreurorganisatie Hamas, een uitspraak waar de regering zich bij monde van premier Alexander De Croo van distantieerde.
Bij de Vlaamse verkiezingen van 9 juni 2024 was Gennez opnieuw lijsttrekker voor Vooruit in de kieskring Antwerpen en werd ze zodoende opnieuw verkozen in het Vlaams Parlement. Gennez legde de eed af, maar diende zich als ontslagnemend federaal minister te laten vervangen door eerste opvolger Thijs Verbeurgt. Op 30 september 2024 trad ze als Vlaams minister toe tot de regering-Diependaele en kreeg ze bevoegdheden Welzijn, Armoedebestrijding, Cultuur en Gelijke Kansen.
Ze werd bij de lokale verkiezingen in oktober 2024 opnieuw verkozen als gemeenteraadslid voor Mechelen, maar nam haar mandaat niet op om zich volledig toe te leggen op het ministerschap.

### Overige functies
Gennez was van 2001 tot 2012 lid van de raad van bestuur van de Ancienne Belgique.
In december 2013 volgde ze Bart De Schutter op als voorzitster van de Universitaire Associatie Brussel, het overkoepelend orgaan van de Vrije Universiteit Brussel en de Erasmushogeschool Brussel. Ze bleef de functie uitoefenen tot in mei 2023.